# Samson Technologies

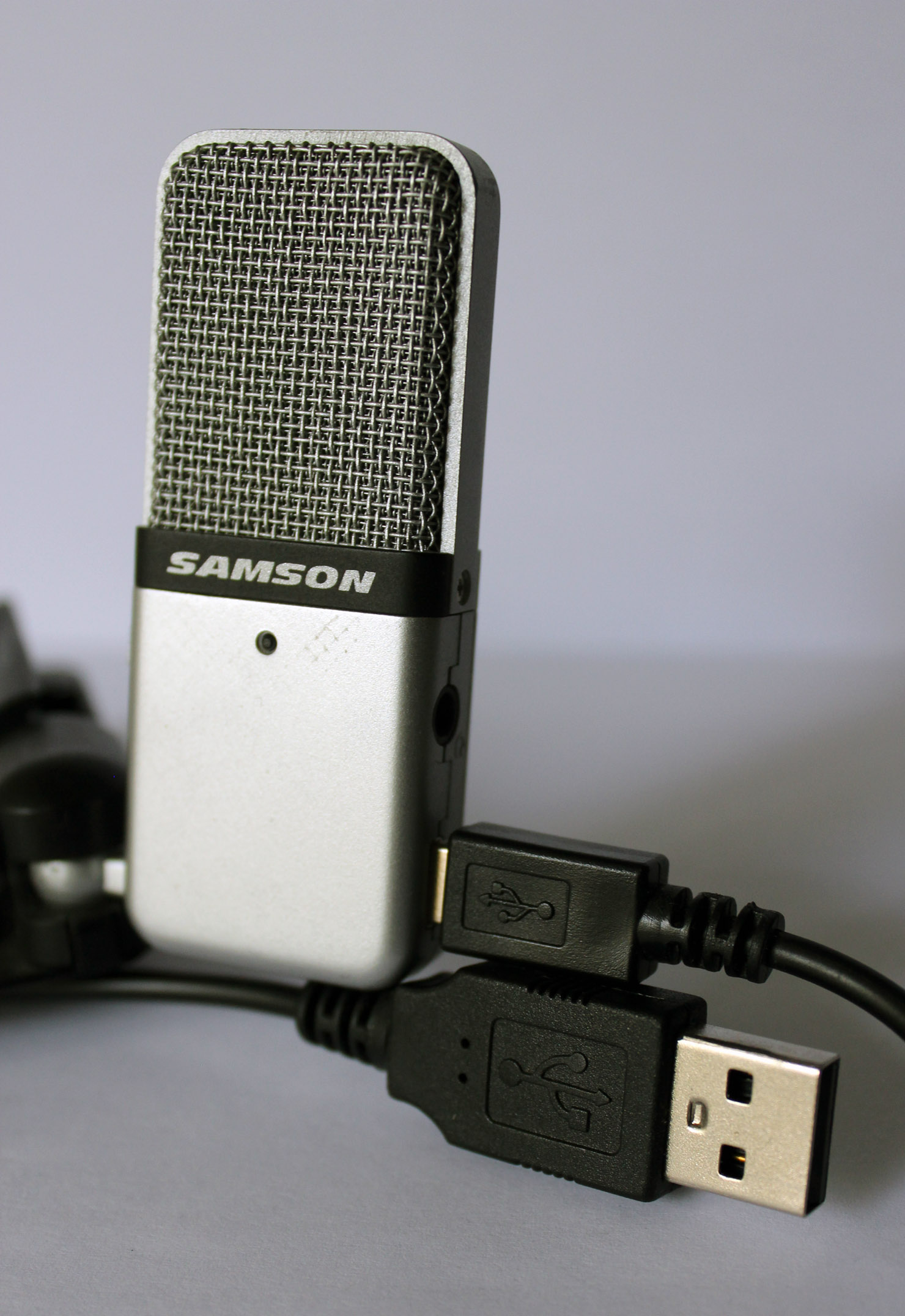
USB-Klemm-Mikrofon

Samson Technologies ist ein US-amerikanisches Audioequipment-Unternehmen sowie Musikzubehör- und Elektrotechnikhersteller. Gegründet wurde das Unternehmen im Jahr 1980. Der Firmensitz befindet sich in Hauppauge. Die Aktiengesellschaft ist in Samson Audio, Samson Wireless und Hartke gegliedert.

## Geschichte
Im Jahr 1980 begann Samson Technologies drahtlose Audiomikrofone in Verbindung mit komplexen Audiosystemen herzustellen. Zu dem Zeitpunkt arbeiteten zwei Mitarbeiter für die Firma. Bis zum Jahr 1990 entwickelte sich das Unternehmen zum Marktführer in den Bereichen Drahtlos-Musikzubehör und Mikrofonsysteme. So verwendete auch Eric Clapton einige Produkte der Firma für sein Soldano/Cornish Guitar Routing System. Kurz darauf führte Samson Technologies weitere Produkte wie Endstufen, Mischpulte, Signalprozessoren und herkömmliche Kabelmikrofone ein. Im Jahr 2005 stellte das Unternehmen das erste professionell einsetzbare USB-Mikrofon für Musiker, Moderatoren und den alltäglichen Gebrauch her. Mittlerweile ist die Konzeption des Modells der weltweite Standard. Neben Eric Clapton sind weitere „Samson Artists“ Steve Vai, Richie Kotzen, Herman Li und Larry Mitchell.

## Hartke
Im Jahr 1985 gründete das Unternehmen den Bassverstärker-Hersteller Hartke. Grund für die Erschaffung einer neuen Linie von Bassverstärkern, -boxen und Bass Combos war – so das Unternehmen – die neu entwickelte Aluminiumtechnik für Lautsprecher, die vor allem Basstöne satter und klarer klingen ließen. Hartke-Spieler sind beziehungsweise waren zum Beispiel Billy Sheehan, Stu Hamm, Victor Wooten und Jack Bruce.